# Pouzay
Pouzay – miejscowość i gmina we Francji, w Regionie Centralnym, w departamencie Indre i Loara.
Według danych na rok 1990 gminę zamieszkiwało 696 osób, a gęstość zaludnienia wynosiła 49 osób/km² (wśród 1842 gmin Regionu Centralnego Pouzay plasuje się na 548. miejscu pod względem liczby ludności, natomiast pod względem powierzchni na miejscu 923.).